# Carl Oskar Troilius
Carl Oskar Troilius, född 2 januari 1813 på Knutsberg i Nora landsförsamling, Örebro län, död 11 december 1899 i Stockholm. Generaldirektör och riksdagsman. 
Troilius son till titulärbergsrådet Samuel Troilius. Han var generaldirektör för statens järnvägstrafik 1863-1887. Han var ledamot av riksdagens första kammare 1867-1875, invald i Örebro läns valkrets.
Troilius var ledamot av Kungliga Vetenskapsakademien från 1878, och blev ledamot av första klassen av Kungliga Krigsvetenskapsakademien 1877.